# Liste der Kulturgüter in Trasadingen
Die Liste der Kulturgüter in Trasadingen enthält alle Objekte in der Gemeinde Trasadingen im Kanton Schaffhausen, die gemäss der Haager Konvention zum Schutz von Kulturgut bei bewaffneten Konflikten, dem Bundesgesetz vom 20. Juni 2014 über den Schutz der Kulturgüter bei bewaffneten Konflikten sowie der Verordnung vom 29. Oktober 2014 über den Schutz der Kulturgüter bei bewaffneten Konflikten unter Schutz stehen.
Objekte der Kategorie A sind im Gemeindegebiet nicht ausgewiesen, Objekte der Kategorie B sind vollständig in der Liste enthalten, Objekte der Kategorie C fehlen zurzeit (Stand: 13. Oktober 2021).

## Kulturgüter
| Foto |                                                                      | Objekt                                         | Kat. | Typ | Standort                        | Beschreibung  |
| ---- | -------------------------------------------------------------------- | ---------------------------------------------- | ---- | --- | ------------------------------- | ------------- |
| BW   | Datei hochladen · Wikidata zu Krone (Gemeindeverwaltung) (Q29880445) | Haus Krone (Gemeindeverwaltung) KGS-Nr.: 14532 | B    | G   | Dorfstrasse 23 674481 / 280230  | (Parzelle 51) |
| ja   | Datei hochladen · Wikidata zu Reformierte Kirche (Q29880448)         | Reformierte Kirche KGS-Nr.: 14533              | B    | G   | Dorfstrasse 33b 674508 / 280174 |               |
| BW   | Datei hochladen · Wikidata zu Transformatorenstation (Q29880450)     | Transformatorenstation KGS-Nr.: 14534          | B    | G   | Dorfstrasse 6.1 674662 / 280177 |               |
| BW   | Datei hochladen · Wikidata zu Bauernhaus (Q29880444)                 | Bauernhaus KGS-Nr.: 14535                      | B    | G   | Zinggen 3 674452 / 280140       |               |
| ja   | Datei hochladen · Wikidata zu Schulhaus (Q29880449)                  | Schulhaus KGS-Nr.: 14536                       | B    | G   | Gässli 1 674425 / 280182        |               |